# アルコバレーノ!
『アルコバレーノ!』は、2009年5月14日にアイディアファクトリー（オトメイト）から発売されたPlayStation 2用恋愛アドベンチャーゲーム。PlayStation Portable用ソフトへの移植版『アルコバレーノ! ポータブル』が、2010年1月28日に発売。

## 登場人物
茅野夕菜（かやの ゆうな/デフォルト名/変更可）
18歳 本作の主人公。
室田要（むろた かなめ）
声：福山潤
18歳 室田学園経営コース1年生。
那須春斗（なす はると）
声：立花慎之介
26歳 アルコバレーノのシェフ。
早乙女仁吉（さおとめ にきち）
声：水島大宙
28歳 アルコバレーノの店長。
小松竜之介（こまつ りゅうのすけ）
声：日野聡
27歳 アルコバレーノのオーナー。
桂風汰（かつら ふうた）
声：成瀬誠
18歳 室田学園調理コース1年生。
バジリオ・グラツィアーニ
声：杉山紀彰
26歳 イタリア人。エストレーモのシェフ。
八木省吾（やぎ しょうご）
声：鳥海勝美
24歳 グルメライター。

## 主題歌
オープニングテーマ「Radiance!」
作詞：立花慎之介、作詞・編曲：岩野道拓、歌：LUX-AGE
エンディングテーマ「誓いの頁」
作詞：立花慎之介、作詞・編曲：岩野道拓、歌：LUX-AGE

## 関連商品
サウンドトラック
- アルコバレーノ! オリジナルサウンドトラック（2009年7月23日、規格品番:GNCA-7136）

書籍
- アルコバレーノ! 公式ビジュアルファンブック（2009年8月27日、ISBN 978-4-7577-5054-8）